# Ami James
Ami James (ur. 6 kwietnia 1972 w Izraelu) – izraelsko - amerykański tatuażysta, przedsiębiorca i projektant.

## Życiorys
Współwłaściciel studia tatuażu "Love Hate Tattoos" w Miami Beach na Florydzie, na temat którego powstał reality show – Miami Ink – studio tatuażu – emitowany w Polsce przez telewizje Discovery Channel oraz TLC. Współwłaściciel klubu nocnego "Love Hate Lounge" oraz firmy odzieżowej DeVille Clothing. Zaprojektował serię telefonów Motorola RAZR V3 w "specjalnej" wersji inspirowanej jego reality show. Zanim rozpoczął swoją karierę jako tatuażysta, w wieku 20 lat służył w Siłach Obronnych Izraela.